# Morena (peix)
|  | Per a altres significats, vegeu «Morena». |

La morena o morena vera (Muraena helena) és un peix de l'ordre dels anguil·liformes, de la família dels murènids, de pell gruixuda i amb la boca grossa i dents agudes present a tota la Mediterrània –llevat de la mar Negra– i l'Atlàntic oriental, des de les Illes Britàniques fins al Senegal, incloent-hi les illes Açores, Madeira, Canàries i Cap Verd.
És de carn blanca, grassa i no gaire apreciada; es pesca amb palangre, tresmalls i, ocasionalment, amb arts d'arrossegament. Antigament, es pescava amb un tipus de nansa específica, anomenada morenell. Els pescadors esportius la pesquen amb llances i en la modalitat de caça o pesca submarina. La seua pesca no està regulada ni té talla mínima legal.
Tot i que és inofensiva si no és molestada, la seva mossegada pot ser perillosa pels humans.

## Morfologia
La talla màxima de la morena és de 130 cm, comuna entre 60 i 100 cm. Té un cos musculós i allargat de tipus anguil·liforme, amb línia lateral poc visible. Cap robust, curt, de perfil convex. Obertures branquials laterals, clarament separades i reduïdes. Orificis olfactoris tubulars; els posteriors, oberts en les proximitats del marge anterosuperior de l'ull. Dents llargues, fortes i agudes d'aspecte caniniforme, disposades en una sola filera sobre els maxil·lars i el vòmer. Aletes dorsal i anal altes i llargues, confluents amb la caudal; l'origen de la dorsal sobre el cap, per davant del porus anterior de la línia lateral. Les pectorals i ventrals, absents. Coloració molt variable, tot i que, generalment, és marró xocolata amb taques grogues o blanques irregulars; sobre les taques de color clar, destaquen alguns punts negres. Obertura branquial i comissura bucal vorejades de negre. Aletes amb els marges clars. Pell recoberta de mucositat.

## Ecologia
Espècie demersal de les aigües costaneres, sobre fons rocallosos, fins als 105 m de fondària. Solitària, durant el dia s'amaga als forats i formacions rocoses del litoral. És carnívora i depredadora nocturna, s'alimenta de cefalòpodes, crustacis i petits peixos. El període de reproducció es desenvolupa durant els mesos de juliol i agost.
Viu en els mateixos tipus de fons que la morena negra (Gymnothorax unicolor), de la mateixa família, però aquesta darrera és molt menys freqüent.